# كيدي (فلم 2006)
كيدي (بالإنجليزية: Kedi) هو فيلم هندي تاميلي أنتج وأصدر عام 2006، كتبه وأخرجه جيوثي كريشنا وبطولة بطولة شقيقه رافي كريشنا. ولأول مرة في كوليوود الممثلة تامانا والنجمة إليانا دي كروز.
وجاءت تامانا في الفيلم تلعب الدور السلبي على عكس إليانا التي جسدت الدور الإيجابي، بمشاركة العديد من الممثلين، ك راميش خانا، أتول كولكارني، وسومان سيتي. الموسيقى التصويرية من تأليف يوفان شانكار رجا. وقد صدر في 24 سبتمبر 2006، بعده تمت دبلجته وإطلاق علية اسم جادو. حصل الفيلم العديد من الملاحظات الإيجابية في كل من التاميل والتيلجو، وحصل على نجاح التجاري كبير.

## الممثلين
- رافي كريشنا دور راغو
- إليانا دي كروز دور آرتي
- تامانا دور بريانكا
- أتول كولكارني
- سومان شيتي
- إم إس بهاسكار
- أديتيا مانون

## روابط خارجية
- مقالات تستعمل روابط فنية بلا صلة مع ويكي بيانات